# Шель, Генрих
Генрих Карл Шель (нем. Heinrich Karl Scheel, латыш. Heinrihs Kārlis Šēls; 17 мая 1829, Гамбург — 13 апреля 1909, Рига, Лифляндская губерния, Российская империя) — немецкий архитектор русской школы, работавший в Латвии, конца XIX — начала XX века, академик российской Императорской Академии художеств, совладелец строительной компании «Шель и Шеффель». Построил более 40 зданий в Риге и других городах Латвии.

## Биография
Вольнослушатель Императорской Академии художеств (1847—1852). Получил медали Академии художеств: малую серебряную (1850) за «проект рисовальной школы», большую серебряную (1852) за «проект дома для известного живописца» и звание классного художника с правом на чин XIV класса (1852). Был признан «назначенным в академики» (1858). Избран в академики (1861) за «проект станции железной дороги».
После окончания обучения в Академии художеств работал у профессора архитектуры Людвига Бонштедта. В 1853 году участвовал в реконструкции здания Большой гильдии в Риге (архитектор Карл Бине). С 1860 по 1862 год под руководством Л. Бонштедта выполнил свой первый проект — здание Немецкого театра (ныне Национальная опера).
Первым независимым проектом был дом врача Берента на бульваре Бастея д. 16 (1860) в стиле эклектики, построенный на освобожденной после срытия городского вала территории города. Со строительством этого дома для Шеля и исполнителя каменных работ Кригера была связана неприятная история, когда на обоих наложили денежные штрафы по 25 рублей в пользу городской казны и приютов для бедных за недостаточно толстый брандмауэр на уровне мансарды, который Кригер ещё и был обязан перестроить за собственный счет как главный виновник.
В 1861 году Шель получил в Императорской академии художеств звание академика. В этом качестве он выполнил ряд проектов на бульварном кольце Риги.
В стиле ренессанса:
- 1863 — глазная клиника Реймерса (бульвар Наследника — ныне Райниса, 7)
- 1865 — жилой дом на Бастионном бульваре, 14.
- 1873 — собственный дом на Николаевской улице, 11 (ныне Кр. Валдемара, 11а) и жилой дом на Николаевской улице, 15.
- 1875 — здание на ул. Антонияс, 1 (Рижский музей истории медицины).
- 1876 — здание на ул. Георгиевской улице, 5 (ныне улица Юра Алунана).
- 1883 — частный дом на Георгиевской улице, 7.

В стиле неоготики:
- 1867 — здание на бульваре Наследника, 13 (ныне бульвар Райниса). Здание для своего посольства в 1920-е годы приобрела Германия, и во время ремонта были снесены богатые украшения башенок в стиле эклектики. Владелец убедил городские власти, что так будет только лучше для архитектуры. Это было типичное проявление уничижительного отношения к архитектуре XIX века в начале века ХХ[3].

В византийском стиле:
- 1877 — здание православной семинарии на Большой Яковлевской улице (ныне бульвар Кронвалда), 13. Сейчас здесь располагается Анатомикум университета имени Страдыня.

В 1880-е годы Шель обращается к строительству общественных зданий. Он перестроил здание вокзала в Риге (1884—1885), добавив к нему два крыла, обращённых к ул. Гоголя (ныне Эмилии Беньямин), и церковь Св. Мартина на ул. Слокас (1887, построена И. Фельско в 1851 году); построил немецкую баптистскую церковь на улице Виландес, д. 9 и здание Биржевого банка на улице Пилс, д. 23 (1887), ряд зданий других зданий на улице Дунтес, д. 12/22 (1888) и др.
В конце века Шель снова строил жилые дома. Из наиболее красивых можно упомянуть здания на ул. Авоту, 71 (1887), Элизабетес, 17 (1898), 31 (1897) и 31a (1896). Все они спроектированы академично, в безупречном сочетании объёма и деталей, как настоящие дворцы.
С 1899 года сотрудничал с архитектором Фридрихом Шеффелем. Вместе они создали проект дома Детмана на улице Тиргоню, д. 4 — одного из первых образчиков знаменитого рижского модерна, а в 1899 году построили главное здание электротехнической фабрики «Унион» (затем ВЭФ).
Был награждён орденом Святой Анны 2-й степени (1882).
Похоронен на Большом кладбище в Риге.

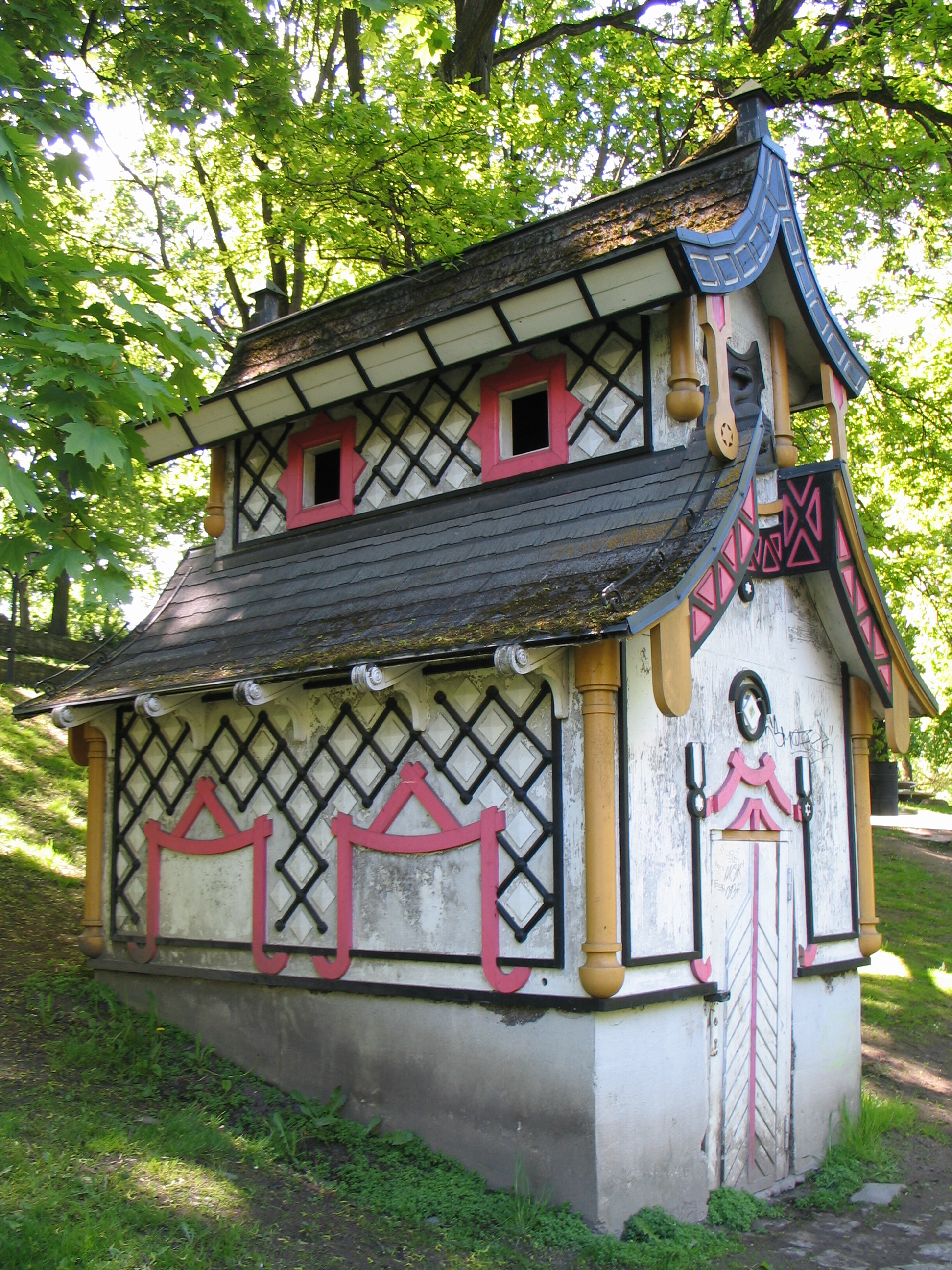
Лебединый домик на берегу Городского канала (1893)

## Известные работы
- Здание русского электротехнического общества «Унион» (1899) — позднее главное здание ВЭФа.
- Лютеранская церковь в Кемери (1897), ул. А. Упиша д. 18.
- Дом 11а по улице Кришьяня Валдемара, ныне — Министерство культуры Латвии (1873)
- Дом 16 по бульвару Аспазияс (1860)